# アメリカ合衆国下院121号決議
アメリカ合衆国下院121号決議（アメリカがっしゅうこく かいん ひゃくにじゅういちごうけつぎ、"United States House of Representatives House Resolution 121"）とは、慰安婦に対する日本政府の謝罪を求める2007年のアメリカ合衆国下院決議案である。「従軍慰安婦問題の対日謝罪要求決議」とも。
2007年6月26日にアメリカ合衆国下院外交委員会において賛成39票対反対2票で可決された。本会議採決の段階で共同提案者は共和党、民主党から167人に上った。最終的に日本時間7月31日未明に下院本会議で議事進行簡潔化の為に議論が40分以下に制限されるサスペンション・オブ・ザ・ルール動議が適用された(通常、議論の必要のない議案をすばやく可決するのに用いられる手法である)。10人程の議員が出席して投票ではなく声による反対意見無しが確認された上で、満場一致で採択された。
この決議は法的に非拘束のものであり、行政府に政策を取るように求めるものではなく上院に送られる性質のものではない。

## 経緯

### 決議案提出
日系アメリカ人でカリフォルニア州 下院議員のマイク・ホンダは、日本政府への慰安婦に対する謝罪要求決議案を2007年1月に下院に提出した（直接の請願者はマイアミで慰安婦救済活動に取り組んでいるEvelina Galang）。ホンダ議員はカリフォルニア州議会議員であった1999年にもカリフォルニア州でヘイデン法が採決された際にも「日本政府は犠牲者に対して謝罪し、賠償を行うべき」とするAGR-27決議を可決させたことがある。なお、ホンダ議員の選挙資金には中国ロビー団体の世界抗日戦争史実維護会や在米コリアンロビー団体からの資金が多いことを報道されている。2007年5月4日のAP通信が終戦直後のGHQと特殊慰安施設協会 (RAA) について報道。ホンダ議員はRAAについても議会調査局に調査依頼した。

### 安倍晋三首相
河野談話見直しを提言する民主党有志の「慰安婦問題と南京事件の真実を検証する会」が2007年3月に設立され、同会の要請に応じる形で安倍首相が3月に吉田証言などにも触れながら「（従軍慰安婦の）強制性を示す客観的な証拠はなかった」「広い意味での強制性はあったけれども、狭い意味での強制性はなかった」と国会答弁した。
安倍晋三首相は2006年の組閣後、2007年3月1日に「旧日本軍の強制性を裏付ける証言は存在していない」と発言、3月5日には対日決議案は「客観的事実に基づいていない」と述べた。安倍首相は他方で当時の慰安婦の経済状況について考慮すべきこと、斡旋業者が「事実上強制していたケースもあった。広義の解釈では強制性があった」とも発言した。
安倍の答弁に対してイギリスのエコノミスト紙が、安倍首相が「女性たち（慰安婦）はうそつきだと述べた」と報じた他、韓国・中国・台湾・フィリピン、アメリカ合衆国のメディアが首相を批判した。アメリカのワシントン・ポスト紙社説（2007年3月24日付）は、北朝鮮による日本人拉致問題に対する姿勢とは対照的であるとして安倍を「二枚舌」と批判し、またノリミツ・オオニシニューヨーク・タイムズ東京支局長などが日本政府の動きを批判するなど、アメリカの主要各紙が日本政府のこの問題に対する態度が不誠実であるとして批判した。安倍首相訪米前の2007年4月18日、日本の戦争責任資料センターの吉見義明、林博史、女たちの戦争と平和資料館館長の西野瑠美子らが日本外国特派員協会で慰安婦問題に関する記者会見を開き、海外の記者に向けて日本国の加害者責任を述べた。
決議案可決を阻止するために日米関係を重要視する安倍首相は4月末の訪米時、ブッシュ大統領や議会関係者らに「おわび」を表明することで5月に予定されていた採決は見送られていた。4月に安倍晋三首相の訪米に合わせて韓国系市民を中心とする団体が同紙に「従軍慰安婦の真実」と題した全面広告を出していた。
安倍首相は4月27日に初訪米し「私の真意が正しく伝わっていない」と、また4月には米誌ニューズウィーク紙の取材で、従軍慰安婦問題について「人間として心から同情する。首相として大変申し訳なく思っている」「彼女たちが慰安婦として存在しなければならなかった状況につき、我々は責任がある」と述べた。前日の4月26日にはワシントン・ポストに在米韓国人団体が「日本は全面的な責任をとったことは一度もない」と意見広告を掲載していた。
地方紙が相次ぎ安倍批判に加わった米国の下院議会では、決議案の採択を阻止しようとしていた国務省が、安倍発言に対する批判の高まりを受け、議員らの説得を中止してしまった。当時の国家安全保障会議の関係者は、決議案への反対を取り付けた議員の全員が、安倍発言の後、賛成に回ってしまったと語った。
対日非難決議案の動きについて麻生太郎外務大臣は3月11日のフジテレビ番組で北朝鮮、韓国、中国などによる日米離間（分断）の反日工作だと述べた。
2007年4月3日、米議会調査局報告書で日本軍は朝鮮半島での直接の徴集を行っていないこと、これまでに日本は謝罪や賠償努力を行なってきたことを指摘して、これ以上の賠償要求を行うことに疑問を呈した。

### 韓国知識人による韓国側運動への批判
朴裕河の批判
2007年4月、韓国世宗大学校の朴裕河は､アジア女性基金の解散に伴う東京の日本外国特派員協会での講演で、韓国側の主張をそのまま受け取っての日本への一方的な批判が行われていることを憂慮して「日本軍とそのように(業者へ娘を売った)した父親とどっちが憎いのか？」との質問に、ある慰安婦は「お父さんだ」と答えたといった話も交えながら、慰安婦動員には韓国人も関わっていたことの責任、朝鮮戦争時に韓国軍も特殊慰安隊を運営したという最近の研究を紹介し、韓国や他の国にも慰安婦制度があったのに日本だけのことにしてしまっては問題の本質を考える機会が失われる、と述べている。また慰安婦動員の過程における韓国人の関与を交えながら、安倍発言の背景にある慰安婦問題の研究の成果と誤解について解説を加え、韓国側は日本がやったことの実態を正しく知るべきで、「日本は謝罪も補償もしてこなかった」という韓国での認識は事実ではなく、そのような認識では問題は解決しないとした。さらに安倍首相が河野談話を継承する理由も、それが一部右翼を除いた日本人大部分の考えだからであり、またアジア女性基金も民間団体ではなく、元慰安婦の方々に対する総理大臣の手紙が添えられるなど、その設立運営には日本政府が深く関与する日本国民大多数による償いのための団体であるとした。これらの点を考慮することが日韓関係修復の糸口となるとし、アジア女性基金設立にもっとも反対した人々は韓国の保守右派ではなく「法に基づかないお詫び方式は不完全だ」と批判した左翼運動家とメディアであったと指摘した。韓国においても日本政府と政治家の「良心」を信じられず、基金のお金を受け取った人々を中心に元慰安婦が分裂し、償い金の受け取りに反対した韓国挺身隊問題対策協議会（挺対協）に排斥された人々が現在この団体と対立している状態を指摘して、挺対協関係者たちは元慰安婦に対するサポート活動を足場にして国会議員や政府長官になったものの、その後の彼女らに対して関心を無くしただけではなくむしろ逆に排斥しており、元慰安婦の中には彼女たちに真心をつくして手伝ってくれるのは日本人たちだという者もいる、といった挺対協への批判も紹介した。また、韓国人が自分たちの問題をアメリカへ行って解決してくれと訴える姿は決して美しいものではなく、たとえ決裂だけが続くとしても日韓の間の問題は日韓が解決すべきと述べた。
韓国のニューライト、安秉直、李栄薫も同様な趣旨の見解を述べている。

### 日本保守派によるワシントン・ポストへの意見広告
屋山太郎・櫻井よしこ・花岡信昭・すぎやまこういち・西村幸祐の保守論壇5人からなる「歴史事実委員会」は『ワシントン・ポスト』2007年6月14日に「THE FACTS(事実)」という見出しで意見広告を出し、慰安婦募集に日本政府や軍の強制はなかった、進駐したGHQは日本側に慰安所の設置を要請したと、「慰安婦は性奴隷ではなかった」という主張の下、旧日本軍の強制を示す文書がないとしたうえで慰安婦は公娼制度であったと主張した。また「事実無根の中傷に謝罪すれば、人々に間違った印象を残し、日米の友好にも悪影響を与えかねない」としていた。
この意見広告について雑誌『AERA』は、日本政府や軍の強制はなかったと書きつつオランダ人女性について強制はあったが関係者は日本軍により処罰されたと書くなど矛盾があるとして、内容は杜撰でアメリカの知識人の嘲笑を買う結果になったと主張した。

#### 経緯と影響
第1次安倍内閣が慰安婦について「狭義の強制の証拠はなかった」と閣議決定した事に対して、米国では反感が強まっていた。国家安全保障会議上級アジア部長であったマイケル・グリーンは「強制連行されたかどうかは関係ない。・・・・問題は慰安婦が悲惨な目に遭ったという事であり、永田町の政治家たちはこの事実を忘れている」と述べている。
この広告に対ししんぶん赤旗は、ディック・チェイニー合衆国副大統領が「このような意見広告が何故掲載されたのか」と不快感を示したと報じた。
日本側はこの広告によって日米同盟の重要性が再認識され決議案可決の流れが止まることを期待していた。しかしながら外交委員長のトム・ラントスは採決に当たり、この広告に日本の国会議員が名を連ねたことについて、「慰安婦制度の中で生き残った人々を中傷するものだ」と批判した。

### 下院外交委員会採決
2007年6月26日の下院外交委員会の採決では「賛成39、反対2」で決議案は可決された。反対したのはロン・ポール下院議員（共和党、テキサス州選出）とトム・タンクレド下院議員（共和党、コロラド州選出）であった。タンクレド議員は「日本政府は旧日本軍のために何度、謝ればいいのか」と述べた。
なお、決議案は原案から修正され「日本国首相の公式の声明としての謝罪」を「首相が公式な声明として謝罪すれば、これまでの声明の誠意に関して繰り返される疑問を晴らすのに役立つだろう」に修正し、日米同盟の重要性を指摘する文章も追加された。
またナンシー・ペロシ下院議長が「本会議でも採択し、強いメッセージを発したい」とする声明を出し、下院本会議で数人による満場一致で採択された（下院議員総数435人のうち共同提案者は168名に達したがその大半は出席していない）。これに加えて中国におけるウイグル人の人権問題、ベラルーシの人権問題に関する決議もなされた。

### 日本側の反応
下院決議について塩崎恭久官房長官は「外国の議会が決議したことであり、コメントすべきことではない」として発言を避け公式な見解は行わなかった。安倍首相も同様の姿勢を示し、決議を黙殺する構えを明確化した。
一方、「日本の前途と歴史教育を考える議員の会」といった有志の保守政治家の団体「河野談話の白紙撤回を求める市民の会」らは反発し、平沼赳夫・島村宜伸・松原仁など広告に連名した超党派の国会議員達が6月27日に記者会見し、「事実に基づかない決議は日米両国に重大な亀裂を生じさせる」と批判したうえで、決議案の根拠となった河野洋平官房長官談話の再検証を改めて提案した。「日本の前途と歴史教育を考える議員の会」は委員会可決を公式に非難し、「慰安婦は性奴隷などではなく、自発的に性サービスを提供した売春婦に過ぎず、虐待などの事実もない」として、決議案への反論を米国下院に送致することを決定し2007年6月29日の記者会見でその旨を発表した。
日本文化チャンネル桜と国会議員・地方議員や文化人等の有志は「歴史的事実と全く異なる事実誤認に基づく決議案」だとして、7月13日に米国大使館に対して当決議案の全面撤回を求める要望書を提出して記者会見を行い、14日に同抗議書を米下院議員全員に送致した。また維新政党・新風などの政治団体も同様の行動を行った。
加藤良三駐米大使は、決議の採択は「日米関係にとって有害」「正確な事実の説明は手広く行ってきたし、引き続き努力する」と述べ、米議会に対し日本政府のこれまでの謝罪の経緯を説明することを継続する考えを示した。また加藤は決議案の委員会採決直前に、米下院の有力者に決議案全面撤回を求める書簡を送っており、その文書で「仮に決議案が可決された場合、日本政府はイラク復興や対テロ戦争でのアメリカへの支援の見直しなども含めた対策を取らざるを得ないだろう。日米の友好関係に長期にわたって悪影響を与える」と主張し決議案の全面撤回を求めた。また日本の主要紙は社説などで「事実誤認」「おろかな選択」「有害である」などと批判を展開したが、『朝日新聞』社説のみ「日本は謝罪すべき」と述べた。
また米国の韓国系市民で構成される慰安婦支援団体が、米領グアムで日本軍将校が米国籍のチャモロ人女性を性的に搾取したとする米海軍の裁判記録を提出したことに対して日本の右派・保守派は「個人的な犯罪であり、慰安婦に対する組織的な性的搾取・虐待の証拠にはならない」と反論している。また日本の右派・保守派の中には、中央大学教授の吉見義明が述べているように、慰安婦は日本国内の農村部で食い詰めた日本人女性のほうが大多数占めていた事実をもとに、植民地・占領地からの慰安婦は寧ろ少数派だったと主張する者もいる。一方では、慰安婦問題に対し日本政府が無関与であることを証明することは、全称命題の証明であり、歴史学者が論じるのは適当であっても政治的問題として取り扱うと、一方的に日本側が不利であるため、アメリカによるイラク戦争や拘束したアルカーイダの捕虜虐待も含め総合的な人権問題として議論するほかないという毎日新聞の主張もある。
安倍首相ら日本政府は事態を静観する姿勢を示した。一方、米国政府は4月の日米首脳会談における安倍首相の発言を事実上「慰安婦問題に対する日本国首相の謝罪」とすることで事態を収拾しようとしていた経緯があった。またアメリカ側の親日派には、日本側が過激な行動に走るならば事態のさらなる悪化を招くだけであり、特に日本政府が反応すべきでないとの主張もあったという。
抗議活動がかえってアメリカ議会の反発を生じさせ、決議案に日本の抗議運動への批判が盛り込まれるなど、日米間の意思疎通の溝が埋まらなかったと一部で指摘されている。

## 下院本会議可決
最終的に決議案は下院本会議で採決にかけられ、現地時間7月30日（日本時間7月31日）に賛成多数で採択された。アメリカ側が日本の参議院選挙後に可決したことについて一定の配慮があったとされる。提案者であるマイク・ホンダ議員は、日本政府が慰安婦に対して責任をとり公式謝罪を行い、過去を乗り越えるよう求めるものであり「日本国民を責めるものでなく友人としての言葉である」として反日を意図した決議案でないと強調した。また下院では「日米同盟の重要性やテロとの戦いへの日本の貢献を評価する決議」が決議も可決されており、これに対して共同提案者にホンダ議員も入っておりバランスを取っているとしている。

### 日米政府の対応
この決議案に対する日本政府の反応は委員会可決の時と同様に静観とした。また米国政府は立法府である議会の決議を支持せず、また日本政府の態度に満足するとした。ケーシー国務省副報道官が「ブッシュ大統領と安倍首相はこの慰安婦問題を話し合い、大統領は日本側の対応に満足の意を表明している」と述べ、下院の謝罪要求決議を支持せず一定の距離を置く姿勢を示した。

## 決議成立後の動き

### 日本
保守論客で構成されている新しい歴史教科書をつくる会は「慰安婦の証言は嘘であると明確に証明されているにもかかわらず、このような決議が米国下院で採択されたのは残念だ。」と抗議した。右派言論人で組織された史実を世界に発信する会は「歴史事実を極度に歪曲し、存在しないものを捏造した前提の上で成り立っているもの」と批判し、7月31日に下院議員全員に抗議書を送致した。産経新聞や読売新聞は「誤った歴史認識に基づく根拠のない対日非難」とこの決議を厳しく批判した。毎日新聞の社説は、イラク戦争におけるアメリカ軍による人権侵害や、アメリカに存在する、広島・長崎に対する原子爆弾投下を正当化する歴史認識も含め、米国には自らの過ちを反省する謙虚さを求めたいと批判した。一方で朝日新聞の社説は、決議は首相に謝罪を求めており、河野談話に沿った内容の談話を安倍首相が出すべきだと、米国の決議に沿った主張をしたため、主要新聞の中で「朝日社説だけが『孤立』」と報じられた。地方紙の中には安倍首相が日米間に生じた溝を埋めるための説明責任を果たす必要があるとする主張も見られた。
なお、アメリカ議会がこのような態度に出たのは、いわゆる人権外交の一環でありアメリカの価値観にそぐわなければ同盟国であっても容赦しない姿勢があったという見方もある。一方で日本の右派・保守派の中にはアメリカの揺るぐことなき第二次世界大戦における戦勝史観からすれば、背景に日本軍は卑怯で愚劣であったとする「思考停止的」な歴史認識もあるとの指摘もある。
決議案が成立すると戦時性的強制被害者問題の解決の促進に関する法律案の成立を目指す民主党の岡崎トミ子・千葉景子らは決議の可決に感謝の意を示し、小川敏夫は国会で決議に異議を唱える総理大臣の安倍晋三を強く非難した。また、兵庫宝塚市、東京清瀬市、北海道札幌市の各市議会では日本政府に誠実な対応を求める意見書が採択された。2008年11月23日に開催された第9回日本軍「慰安婦」問題アジア連帯会議では、決議可決を受けて「謝罪と補償のための法律を制定するよう、あらゆる方法を駆使して日本政府に働きかける」「国際連帯をいっそう強化する」「歴史認識を育て、記憶を継承し、女性に対するいかなる暴力も人権侵害も許さない運動を推進する」などの綱領を採択した。

### 日本国外の対応
2007年7月4日、アラブ諸国大手のマスメディア、アルジャジーラが「アメリカは日本・中国・朝鮮半島間で問題を発生させた」という記事を掲載し「アメリカは、何故日本だけに対し従軍慰安婦決議案を出したのか？アメリカはベトナム戦争で罪もない何千人以上の人々を化学兵器で殺戮をしたのに謝罪は無く、さらには暴力でアフリカ人をアフリカからアメリカに強制移住させたことにも一切謝罪していない」と述べ、「アメリカは日本・中国・朝鮮半島間にわざとトラブルを発生させ、目的を達成させたいようだ」と述べた。
英国のBBCは、アメリカ合衆国ラントス下院外交委員長（民主）の批判「吐き気を催させる否定」 (Nauseating denial)を 引用し日本の保守論客を非難した。
当決議案採択の後、フィリピンやオーストラリアの議会でも慰安婦問題に関して日本の謝罪を求める決議案が提出された。

#### 韓国の対応
慰安婦決議の成立を主導した在米韓国人の団体「韓人有権者センター」は、日本による行為とその被害を米社会に知らせるためとして、ニューヨーク、ロサンゼルス、シカゴ、バージニア州など韓国人が多く居住する地域を中心に追慕碑を建設することを決定し、署名と募金運動を展開している。
在米韓国大使の金殷石は決議を成立させるために奔走した功労が認められ、2008年に勤政褒章を受賞した。

## 韓国系・中国系住民によるロビー活動

### 在米韓国人のロビー活動と政治資金提供
対日謝罪要求決議の採択は、在米韓国人によって全米各地に慰安婦謝罪決議案採択のための汎対策委員会が設立され、対日謝罪要求決議が可決されるよう韓国系アメリカ人によるアメリカ下院議員へのロビー活動の結果だった。日本政府も採択阻止のため4200万円かけてロビー活動を展開したが、失敗した。在米韓国人による米国議員への政治後援金は2007年から2011年までで総額300万ドルにおよび、政党別では民主党へ179万7155ドル、共和党へ114万8597ドルで、年度別では2007年に70万4669ドル、2008年に101万2195ドル、2009年に86万4099ドル、2010年に36万4789ドルであった。議員別ではマイク・ホンダが米国議員のなかで最も多額である13万9,154ドルの政治資金を集めた。

### 在外中国人団体・世界抗日戦争史実維護連合会のロビー活動
マイク・ホンダ議員は在米中国人の反日団体の世界抗日戦争史実維護連合会（抗日連合会、Global Alliance for Preserving the History of WW II in Asia）からも政治資金の提供を受けている。同団体は、中西輝政によれば、慰安婦問題・南京事件・靖国神社問題などで戦争責任を繰り返し日本に叩きつけ、米国をはじめ各国での反日プロパガンダによって日米分断させ、日本の孤立化と弱体化をめざしている。中国政府との連携も指摘され、カナダでも抗日連合会支部が活動し、対日謝罪決議が採択された（後述）。
2007年に米国ロスアンジェルスで開催された抗日連合会主催の日本糾弾国際会議でエニ・ファレオマバエンガ米国下院議員が「今後は女性の弾圧や人権の抑圧に関して、日本の慰安婦問題から次元を高めて、国際的な条約や協定の違反行為へと監視の視線を向けていくべきだ。日本ばかりを糾弾しても意味がない。日本にいまさら慰安婦問題などで賠償を払わせることはできない」と主張したが、カナダALPHA議長セルカ・リットは「日本国民の意識を高めるために日本政府を非難し続けることの方が必要」と反論、同会議の声明では日本のみを対象とした謝罪賠償が要求された。
2007年12月13日にEUの欧州議会本会議でも対日謝罪決議が採択された。翌2008年3月11日にフィリピン下院外交委、10月27日に韓国国会は謝罪と賠償、歴史教科書記載などを求める決議採択、11月11日に台湾の立法院（国会）が日本政府による公式謝罪と被害者への賠償を求める決議案を全会一致で採択するなど、サンフランシスコ講和条約締結国を多く含む国から日本のみを対象とする決議が次々に出された。
これらの対日決議を採択した国には朝鮮戦争に国連軍として参加した国も含まれ、それらの国は戦時中に韓国の慰安所を利用していた。古森義久や渡部昇一は東京裁判やサンフランシスコ講和条約で日本軍の戦争責任や賠償は終わっており、講和条約以前のことを持ち出すことは国際法違反と批判している。
2009年8月には韓国江原道知事の招待でマイク・ホンダ米下院議員が訪韓し、江原大学名誉博士号を受けたり韓国のナヌムの家を訪れた。また韓国外務省はホンダ議員の対日行動に感謝の意を表明するとともにFTA批准の協力を求めた。